# Басенко Костянтин Якович
Костянтин Якович Басе́нко (1 січня 1923, Київ — 20 травня 1973, Київ) — український радянський письменник; член Спілки радянських письменників України з 1961 року.

## Біографія
Народився 1 січня 1923 року в місті Києві. З 1 жовтня 1941 року служив у Робітничо-селянському Червоному флоті. Брав участь у німецько-радянській війни у складі Чорноморського флоту. Нагороджений медалями «За оборону Кавказу», «За перемогу над Німеччиною», Нахімова (2 листопада 1945). Член ВКП(б) з 1944 року.
1950 року закінчив Одеський університет. Працював у Держлітвидаві УРСР; у 1952—1956 роках — у редакції газети «Правда Украины»; у 1956—1961 роках — в «Робітничій газеті»; у 1961—1966 роках — в журналі «Радуга».
Помер у Києві 20 травня 1973 року. Похований у Києві на Байовому кладовищі (ділянка № 28).

## Творчість
Перші вірші надрукував у 1945 році. Автор:
- збірки ліричних поезій «На щастя землі» (1953);
- збірок віршованих гуморесок «Пером під корінь» (1956), «До нових віників» (1959);
- збірок гумористичних оповідань і повістей «Душею щедрі», «Божа біографія» (1962), «Як Жирар Пилип у люди виходив» (1964), «Дітям до шістнадцяти» (1964);
- романів «Жіночі радощі й печалі»[a] (1966; екранізований на Одеській кіностудії у 1982 році), «Життя прожити»[b] (книга 1, 1963; книга 2, 1968);
- історичних романів з позицій «соцреалізму «На крутозламі»[c] (1970; екранізовано на Київській кіностудії художніх фільмів імені Олександра Довженка у 1985 році, 3-серійний телефільм), «Початок»[d] (1972; 1982);
- п'єси «Десь у полі женці жнуть» (1962).